# リケッチア
リケッチア （Rickettsia、リケッツィア、リケッチャ、リッケットシアとも表記。） は、狭義ではRickettsia 属、広義では Rickettsiaceae 科の微生物の総称。ダニ等の節足動物を媒介とし、ヒトに発疹チフスあるいは各種リケッチア症を引き起こす。ウイルスと同じように細胞外で増殖できない。偏性細胞内寄生体とも呼ばれる。
名称は発疹チフスの研究に従事し、結果的にそれが原因で亡くなったアメリカの病理学者、ハワード・テイラー・リケッツの名に因む。

## 概要
リケッチアは非運動性でグラム染色で陰性である。1–4 µm の球状または桿体、あるいは連鎖状、繊維状の形状を示す。ウイルス、クラミジア、ファイトプラズマ等と同じく単独で増殖が出来ない（偏性細胞内寄生性）。増殖は宿主の血管内皮系の細胞内で行われ、宿主細胞の代謝低下時に最もよい増殖を示す。宿主細胞から取り出し単独におくと急速に死滅する。感染した血管には血栓が生じ、血管破裂、壊死を引き起こす。これが体のどこで起こるかは種により異なり、これが症状の差違を引き起こす。
自然界ではネズミなど小型哺乳類、ダニが保因しており、シラミ、ダニ、ツツガムシ（恙虫）の節足動物を媒介し、ヒトに感染する。
クエン酸回路を構成する全ての遺伝子を持ち、DNA解析によりミトコンドリアとの近縁性が指摘されている。

## 分類
|            | 種類                   | 疾病                       | 分布                                       |
| ---------- | ---------------------- | -------------------------- | ------------------------------------------ |
| 紅斑熱群   | R. rickettsii          | ロッキー山紅斑熱           | 西半球                                     |
| 紅斑熱群   | R. akari               | リケッチア痘               | アメリカ、旧ソ連                           |
| 紅斑熱群   | R. conorii             | ボタン熱                   | 地中海沿岸、アフリカ、南西アジア、インド   |
| 紅斑熱群   | R. sibirica            | シベリアチックチフス       | シベリアから中国北部                       |
| 紅斑熱群   | R. australis           | オーストラリアチックチフス | オーストラリア                             |
| 紅斑熱群   | R. japonica            | 日本紅斑熱                 | 日本                                       |
| 発疹熱群   | R. prowazekii          | 発疹チフス                 | 世界                                       |
| 発疹熱群   | R. typhi               | 発疹熱                     | 世界                                       |
| つつが虫病 | Orientia tsutsugamushi | ツツガムシ病               | 南西アジア、オーストラリア北部、太平洋の島 |

## 治療
テトラサイクリン、ドキシサイクリン、クロラムフェニコール等の代謝・DNA合成を阻害する機序の抗菌薬を投与する。ペニシリンなど、臨床的に頻用されるβ-ラクタム系の細胞壁のペプチドグリカンを合成阻害する抗生物質が、全く効かないことに注意が必要である。